# التشويش الجاوسي

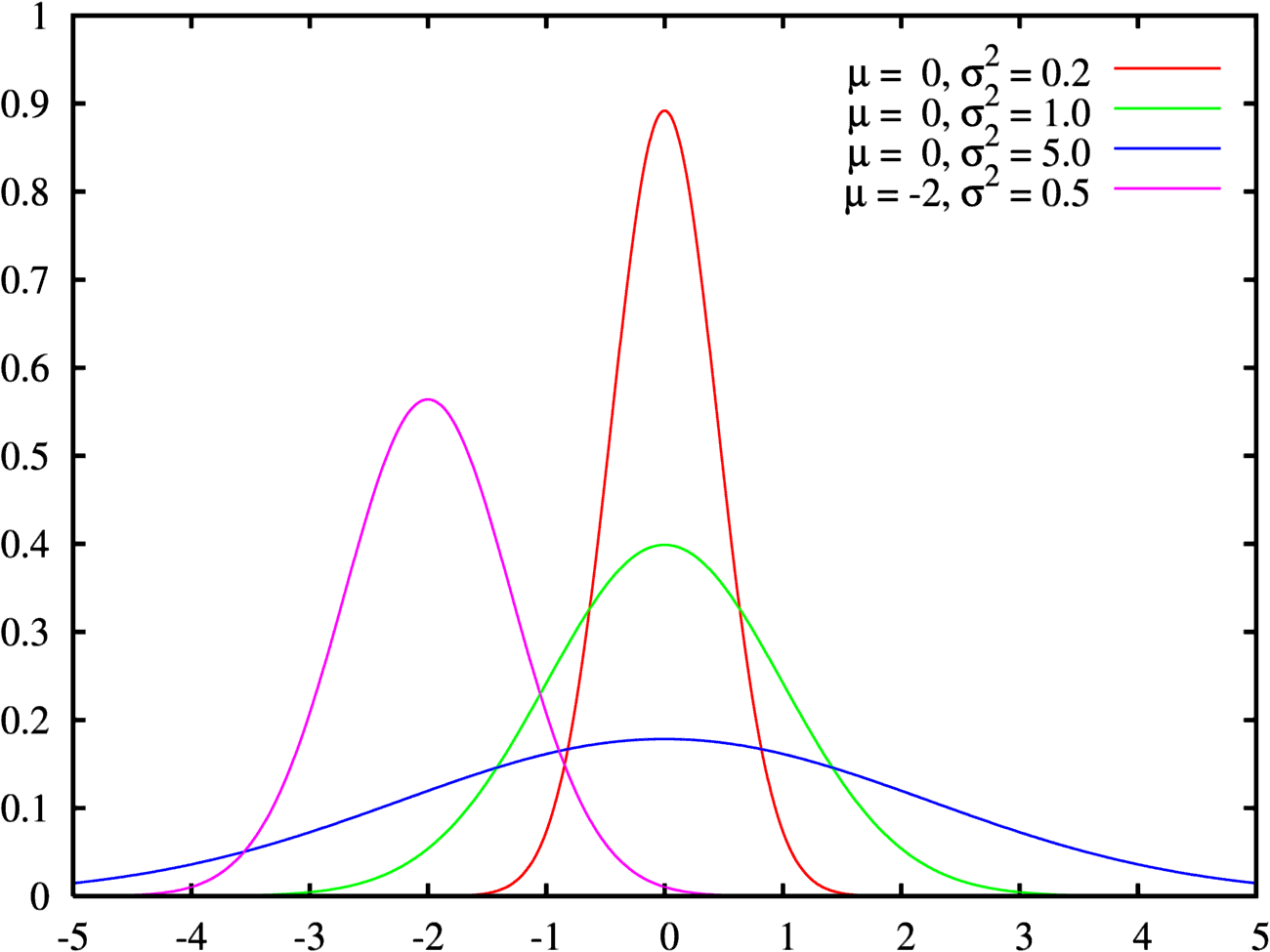
التوزيع الطبيعى

التشويش الغاوسى (بالإنجليزية: Gaussian noise)‏ (أو الطبيعى) هو ضوضاء أو تشويش له دالة كثافة احتمالية مساوية لدالة الكثافة الاحتمالية للتوزيع الطبيعى.
سمى طبيعيا لأنه الأكثر شيوعا في التوزيعات. يمكن التعبير عنه كما يلي:
{\displaystyle f(x)={\tfrac {1}{\sqrt {2\pi \sigma ^{2}}}}\;e^{-{\frac {(x-\mu )^{2}}{2\sigma ^{2}}}}}
حيث {\displaystyle \mu } ترمز لمتوسط الفيمة(القيمة المتوقعة) و {\displaystyle \sigma } الانحراف المعياري لها.
بمعنى أخر، القيم التي يمكن أن تأخذها هذه الضوضاء لها توزيع طبيعى.
وهناك حالة خاصة هو التشويش الجاوس الأبيض والذي إذا قورنت فيه زوج من الأوقات نجد أنها مستقلة إحصائيا عن بعضها (و كذالك هي غير مترابطة).
في التطبيق العملى، التشويش الجاوسى هو الأكثر استخداما لإنتاج التشويش الجاوسى الأبيض.